# Guneu
Guneu (en grec antic Γουνεὐς), va ser, segons la mitologia grega, un fill d'Òcit.
Figura entre els pretendents d'Helena i per això participà en la guerra de Troia. Al "catàleg de les naus", a la Ilíada, és el comandant de 22 naus, que portaven els Enians i els Perebesos de Tessàlia cap a la Tròade. Al tornar de Troia va naufragar a les costes de Líbia i es va establir a la ribera del riu Cínips.